# Okupacja wojenna

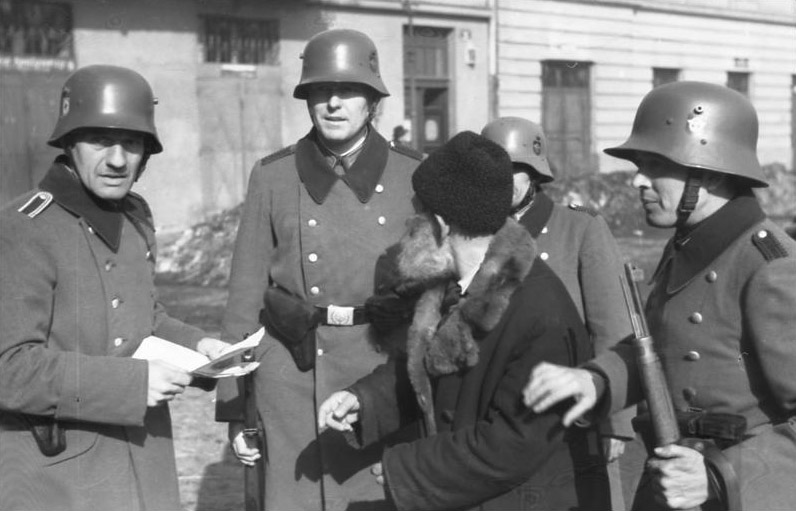
Przykład okupacji wojennej: okupacja niemiecka ziem polskich podczas II wojny światowej

Okupacja wojenna (łac. occupatio bellica) – czasowe zajęcie przez siły zbrojne państwa prowadzącego wojnę całości lub części terytorium państwa nieprzyjacielskiego i tymczasowe wprowadzenie tam swojej władzy. 
Zasady okupacji wojennej rozstrzyga w prawie międzynarodowym Konwencja haska IV (1907) (Dział III O władzy wojennej na terytorium państwa nieprzyjacielskiego, art. 42 – 56). Zgodnie z art. 43 początkiem okupacji jest faktyczne przejście władzy z rąk rządu legalnego do rąk okupanta. Wg art. 42 terytorium uważa się za okupowane, jeżeli faktycznie znajduje się pod władzą armii nieprzyjacielskiej.  Okupacja rozciąga się jedynie na te terytoria, gdzie władza ta jest ustanowiona i gdzie może być wykonywaną. Okupant nie nabywa suwerenności nad zajętym terytorium (traktowany jest jako przejściowy administrator – art. 55) i powinien przestrzegać obowiązującego prawa (art. 43). W szczególności zakazane jest zmuszanie miejscowej ludności do przysięgania na wierność (art. 45) czy zmuszanie jej do uczestniczenia w działaniach wojennych przeciwko własnej ojczyźnie (art. 53), wprowadzanie odpowiedzialności zbiorowej (art. 50), konfiskata własności prywatnej (art. 46), rabunek (art. 47), zabór, profanacja bądź niszczenie dóbr kultury (art. 56). Uzupełnieniem jest Konwencja genewska o ochronie osób cywilnych podczas wojny z 1949 zabraniająca zwłaszcza brania zakładników (art. 3), przesiedleń i deportacji ludności (art. 49) bądź wcielania do służby w siłach zbrojnych okupanta (art. 51). Roboty przymusowe są dopuszczalne w takim zakresie, w jakim są normalnie konieczne dla zapewnienia wyżywienia, mieszkania, ubrania, transportu i zdrowia i które nie pozostają w bezpośrednim związku z prowadzeniem działań wojennych (art. 40). Poważne naruszenia tych zakazów stanowią zbrodnie wojenne.
I Protokół genewski z 1977 dotyczący ochrony ofiar międzynarodowych konfliktów zbrojnych w art. 4 głosi, że stosowanie Konwencji genewskich i Protokołu nie ma wpływu na status prawny stron konfliktu, okupacja terytorium ani też stosowanie Konwencji i niniejszego Protokołu nie wpływają na status prawny takiego terytorium.